# Bijoux kabyles

Les bijoux de Kabylie sont réputés, notamment en Algérie, dans le reste du Maghreb et en Europe pour leurs couleurs vives et leur raffinement. Ils sont constitués d'argent, ornés de coraux récoltés en Méditerranée et parfois d'émaux,. 

## Caractéristiques

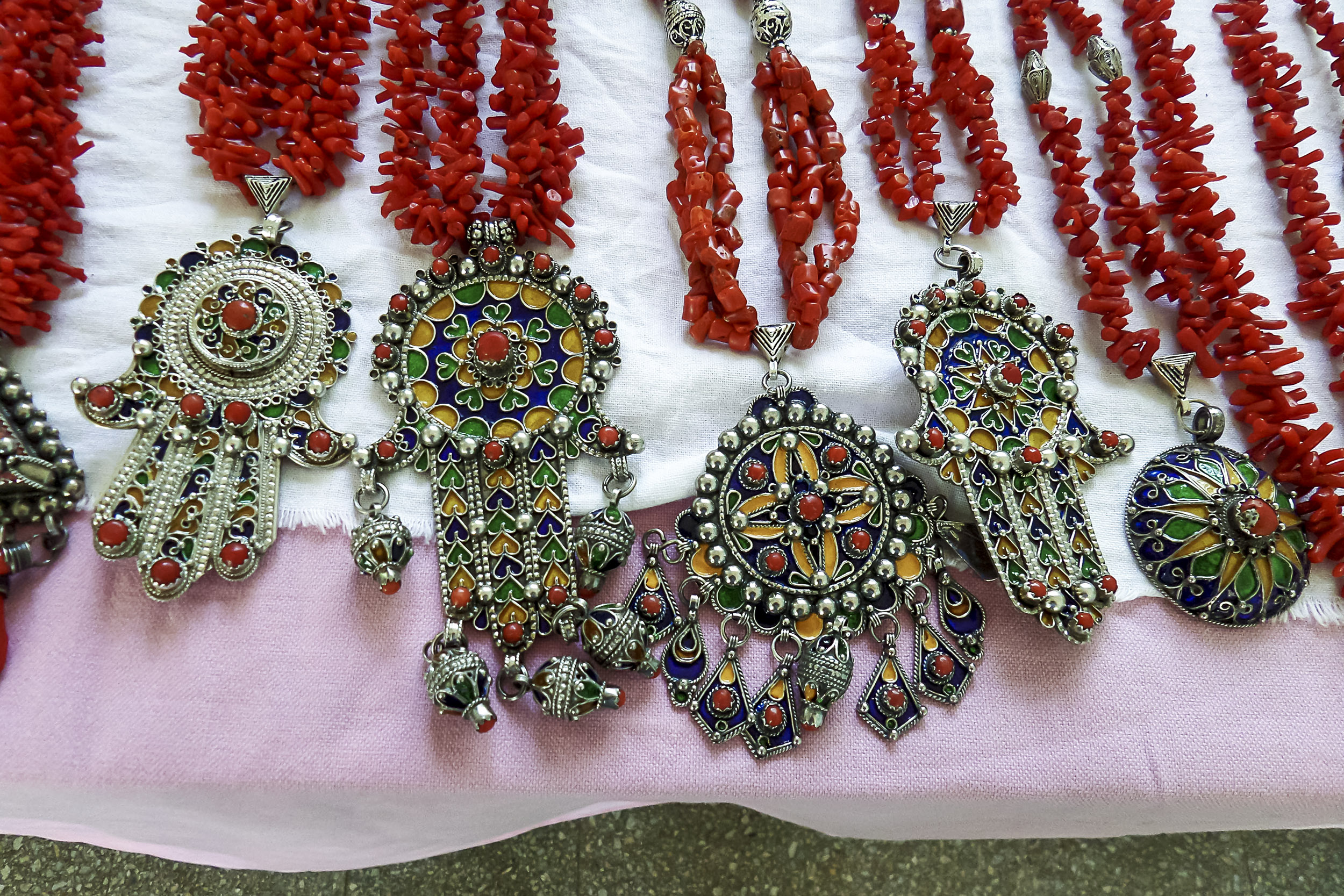
Pendentifs massifs en argent d’orfèvrerie kabyle

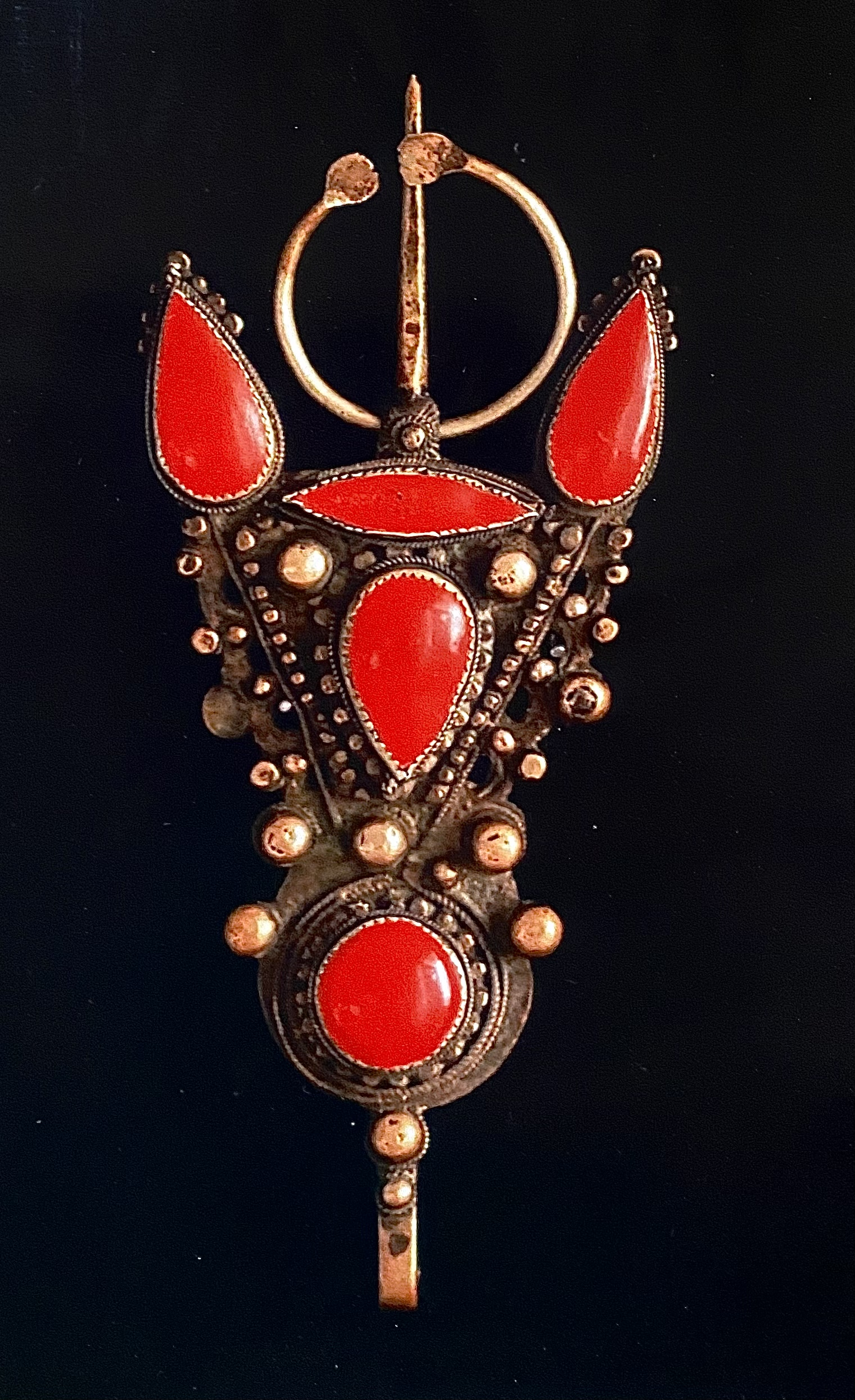
Fibule du début du XX (Algérie, Petite Kabylie)

La région de Kabylie est riche en bijoux ruraux d'argent. Ses bijoux constituent un ensemble original qui se distingue du reste de la parure algérienne : par la technique de l'émail cloisonné, mais aussi par la taille des bijoux, leur forme et leur décor.
Les bijoux kabyles sont toujours en argent, qui en est la base essentielle, il est allié au cuivre pour accroître sa résistance. Le corail vient ensuite rehausser la couleur de l'argent. Mais c'est surtout à l'éclat des émaux bleus, verts et jaunes que les bijoux des Ath Yanni doivent leur originalité.
L'émail est une substance pulvérulente, en effet, il est composé de sable, de potasse et de soude. Une fois finement broyé, il devient vitrifiable au feu sous température élevée.Les couleurs des émaux sont obtenues par la préparation d'oxydes métalliques : par exemple, l'oxyde de cobalt donne un bleu translucide, l'oxyde de chrome un vert foncé translucide et l'oxyde de cuivre un vert clair opaque. La seule couleur non émaillée est le rouge : il est obtenu à partir du corail rouge de Méditerranée appelé imeržan.

## Typologie
Les fibules, ibzimen, sont toujours en argent massif. De forme triangulaire, elles s'agrémentent de gros cabochons de corail rouge. Ils figurent parmi les anciens accessoires de la toilette féminine et étaient destinés jadis à fixer la robe drapée, faisaient généralement partie d'un ensemble composé de deux fibules reliées par une chaîne intercalaire. Les femmes possèdent d'autres variétés de fibules, telles que les taharaht, les tibzimin circulaires et les petites idouiren arrondies. En Grande Kabylie, elles sont émaillées et décorées de cabochons de corail ovales ou circulaires. Le verso en est souvent orné de décor émaillé filigrane. En Petite Kabylie, elles sont dépourvues d'émaux. La fibule tabzimt est la pièce maîtresse de la parure kabyle. C'est un pectoral décoré des deux faces, par des motifs en filigrane, des émaux, des granules en argent et des coraux. 
Le jour des fêtes, les femmes portent parfois un diamètre imposant, des bracelets comme l'aboub et l'amechloub ou les bracelets de chevilles appelés ikhelkhalen, de grandes dimensions. En Grande Kabylie, les bracelets sont souvent émaillés et garnis de cabochons soudés dans lesquels sont fixées, des éléments de corail. En Petite Kabylie, ils peuvent être en corne teintée en noir. A la différence des chevillères, les bracelets sont de dimensions plus réduites, notamment le ddah ou amesluh, il est émaillé ou gravé sur plomb.
Les boucles d'oreilles (letrak), se portaient, vu leur grande taille (7 cm de diamètre), sur le haut du pavillon de l'oreille. Un simple anneau est sectionné net à l'une des extrémités. Lorsque l'anneau porte à l'extrémité d'une face en vis-à-vis de la sertissure de corail une plaque émaillée, on la nomme : tigweḍmatin. Les crochets d’oreilles (taelluqin) sont constitués d’une petite plaque d'argent circulaire pourvue d'appendices festonnés. La jeune kabyle porte des colliers en nombre. En y distingue les colliers Azrar à pendeloques, les colliers à clous de girofle (Tazlagt n qrenfel) ou encore ceux composés de boîtes émaillées et décorées de corail (Tazlagt em elherz) qui tire son nom de la boite d'argent émaillé (« amulette »).

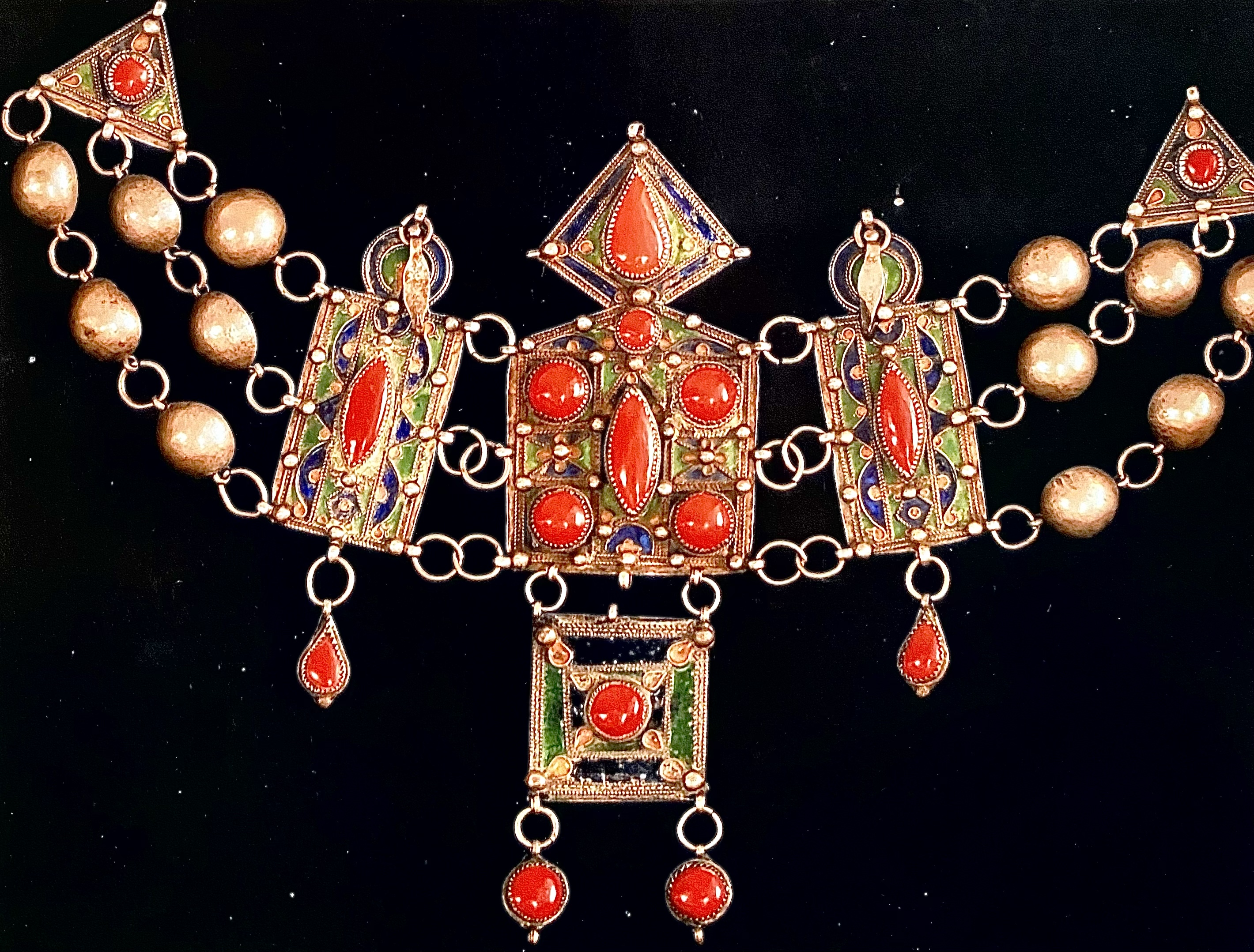
Diadème (ta’essabt) en argent, début XXe siècle

Les femmes portent un diadème, ta'essabt, hérité du concept de laassaba d'Alger Il était porté jadis lors des mariages et symbolise l'union des familles. En cas de conflit entre deux tribus, la femme mariée dans l'autre camp et par conséquent a porté la ta'essabt se trouve protégée. Cet usage ancien est attesté par Ibn Khaldoun dans son Histoire des Berbères. Ce diadème est de grandes dimensions, sa longueur moyenne est de 54 centimètres et sa hauteur est de 15 à 16 centimètres. Il est constitué de cinq plaques d'argent agrémentées de pendeloques et reliées entre elles par des anneaux et des calottes hémisphériques creuses. Un autre type de diadème taessaht existe pour orner le front avec pour décoration des émaux, des cabochons de corail et des boules d'argent. 
Les bagues sont constituées d'un anneau d’argent qui porte une calotte. La tehzamth, ceinture à boucle rigide en argent émaillé serti de petits coraux, est une introduction plus récente. 

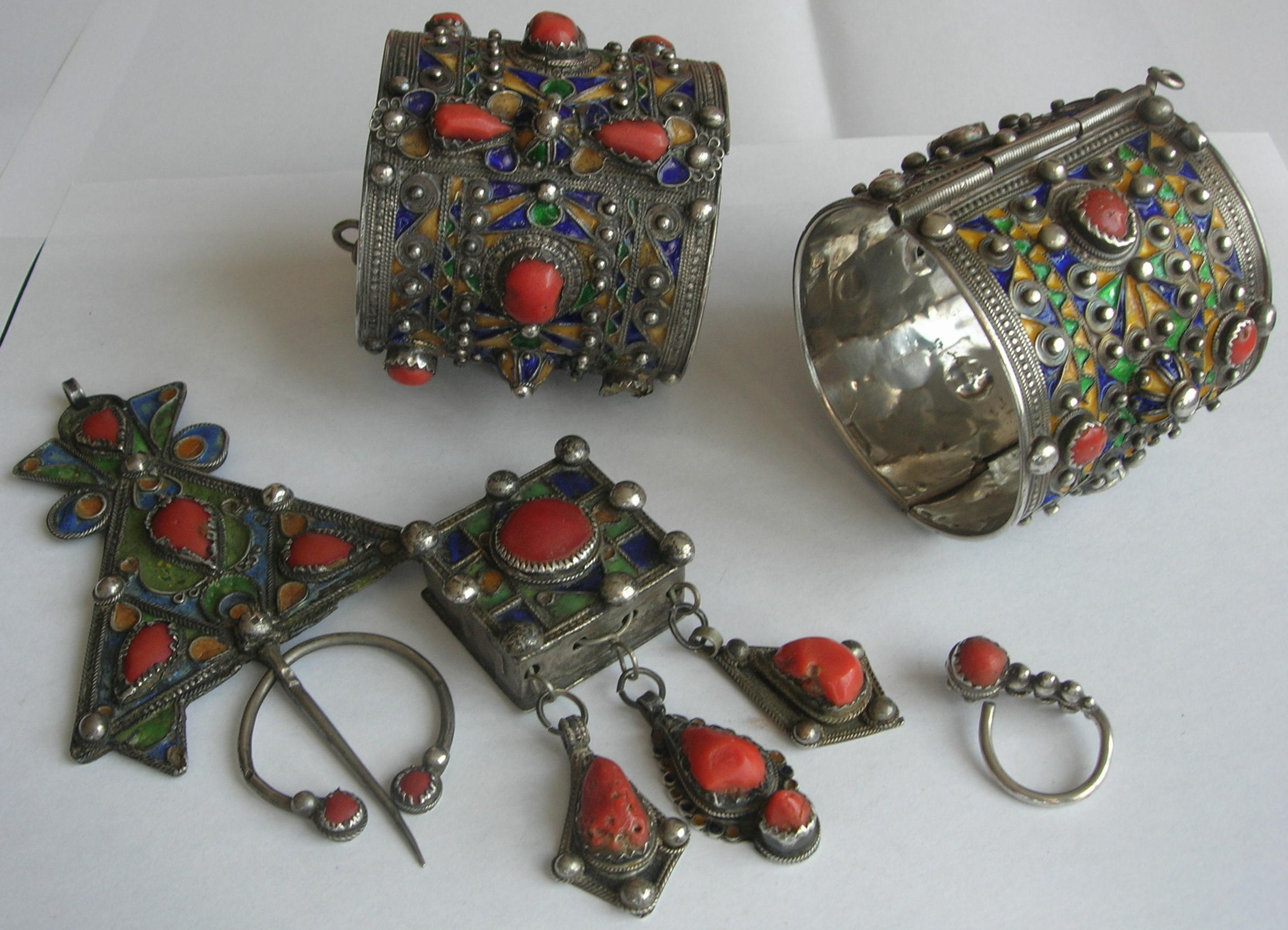
Bijoux traditionnels (milieu du XXe siècle).
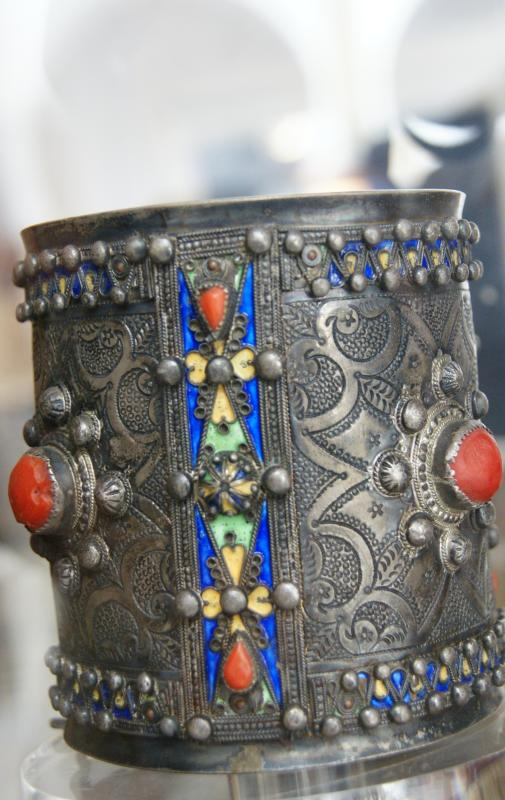
Un « azevg » : type de bracelets kabyle.
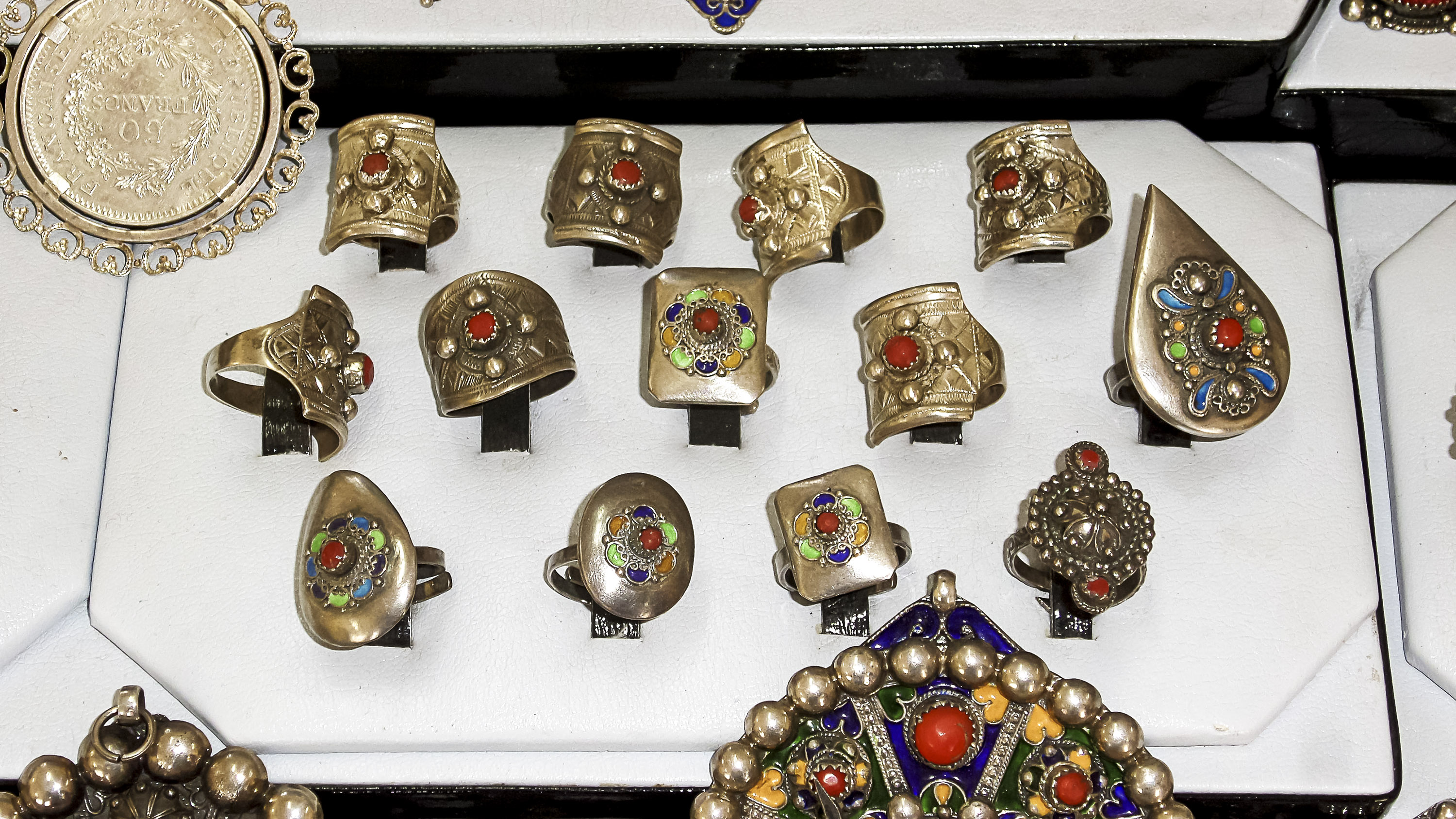
Bagues kabyles appelées tikhutamt
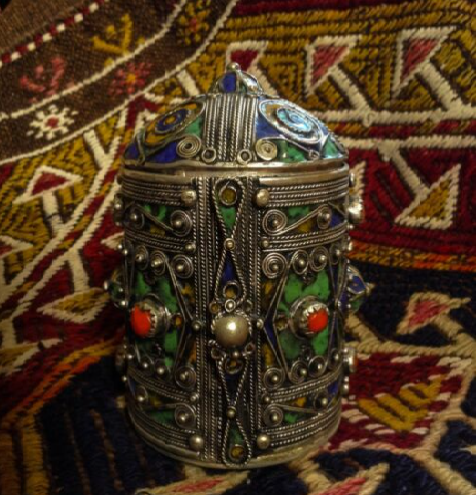
Coffre à bijoux kabyle rond
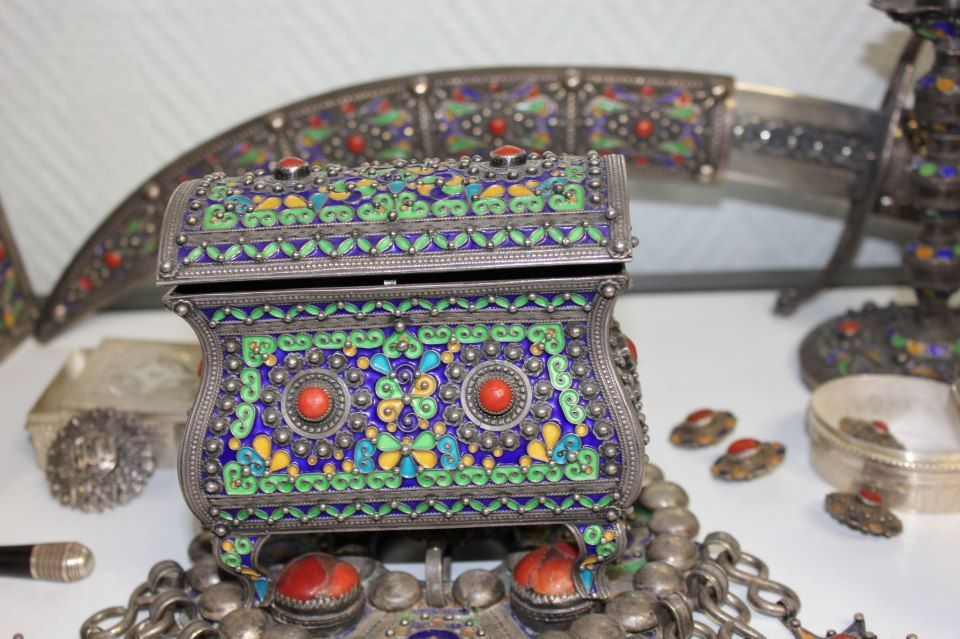
Coffre à bijoux kabyle rectangulaire et sabre orné à l'arrière plan

## Histoire

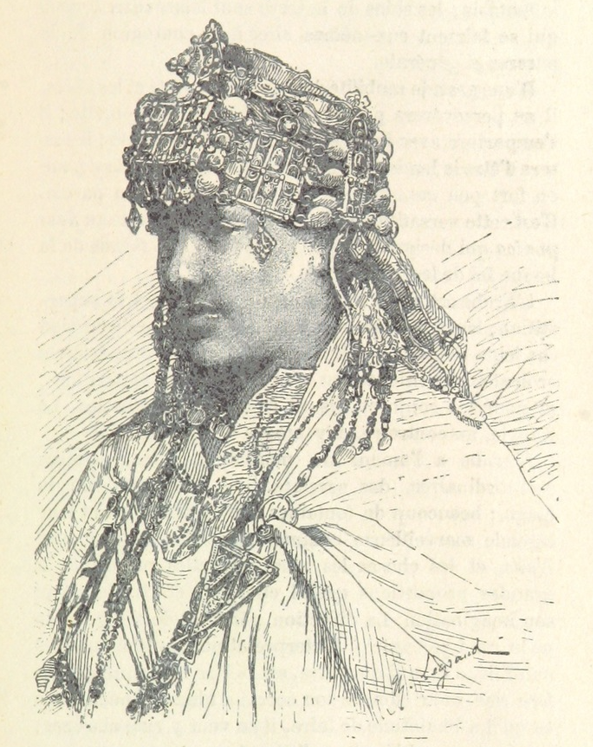
Femme kabyle portant ses bijoux traditionnels (gravure du XIXe siècle.

Typiquement berbère, cet art s'est enrichi des apports des Andalous qui ont fui l'Espagne lors de la Reconquista. La technique de l'émail cloisonné serait ainsi un apport andalou, qui aurait transité par Béjaïa avant de se répandre dans l'arrière-pays pour enrichir les techniques locales.
Il existe un centre de formation en Kabylie, celui de Boukhalfa, mais la transmission du savoir-faire reste souvent familiale. Traditionnellement un métier d'homme, il est de nos jours pratiqué également par certaines femmes. L’orfèvrerie kabyle et les qualités d'orfèvre et de métallurgie de la tribu d'Aït Yenni et plus spécifiquement les Aït Laabra étaient réputées à l'époque de la régence d'Alger pour leurs faux-monnayeurs. L'agha Yahya fit arrêter nombre de Kabyles sur les marchés à Sétif et Annaba et les remit contre échange des moules servant à la fabrication de la fausse monnaie. L'occupation française mettra un terme définitif à la pratique du faux-monnayage.

## Utilisation

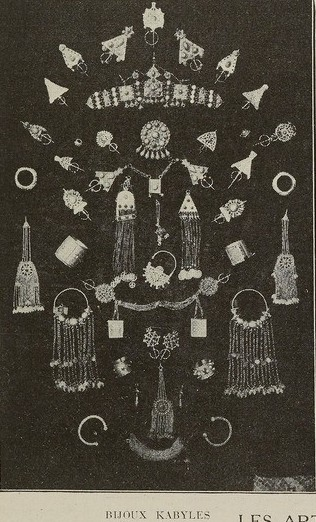
Bijoux kabyles, L'Illustration économique et financière, 1922.

Dans son livre de 2016, Algérien art, l'ethnologue et médecin David Rouach donne pour sa part des informations détaillées sur la fonction des bijoux kabyles. Il identifie sept caractères  fondamentaux:
- l’utilitaire, c’est une pièce maîtresse du vêtement de tous les jours.
- l’ornemental, décoré pour embellir.
- l’identitaire, chaque village, chaque tribu a son décor propre.
- le symbolique, son décor de pictogrammes est constitué de signes magiques et protecteurs.
- le patrimoine, tenait de leur capacité à enrichir le patrimoine domestique.
- l’économique, celle de la location de bijoux pour des cérémonies particulières comme le mariage ou la circoncision et qui assurait à ses possesseurs un certain profit.
- le monétaire, celle de servir de monnaie dans les échanges commerciaux.

## Renommée nationale et internationale

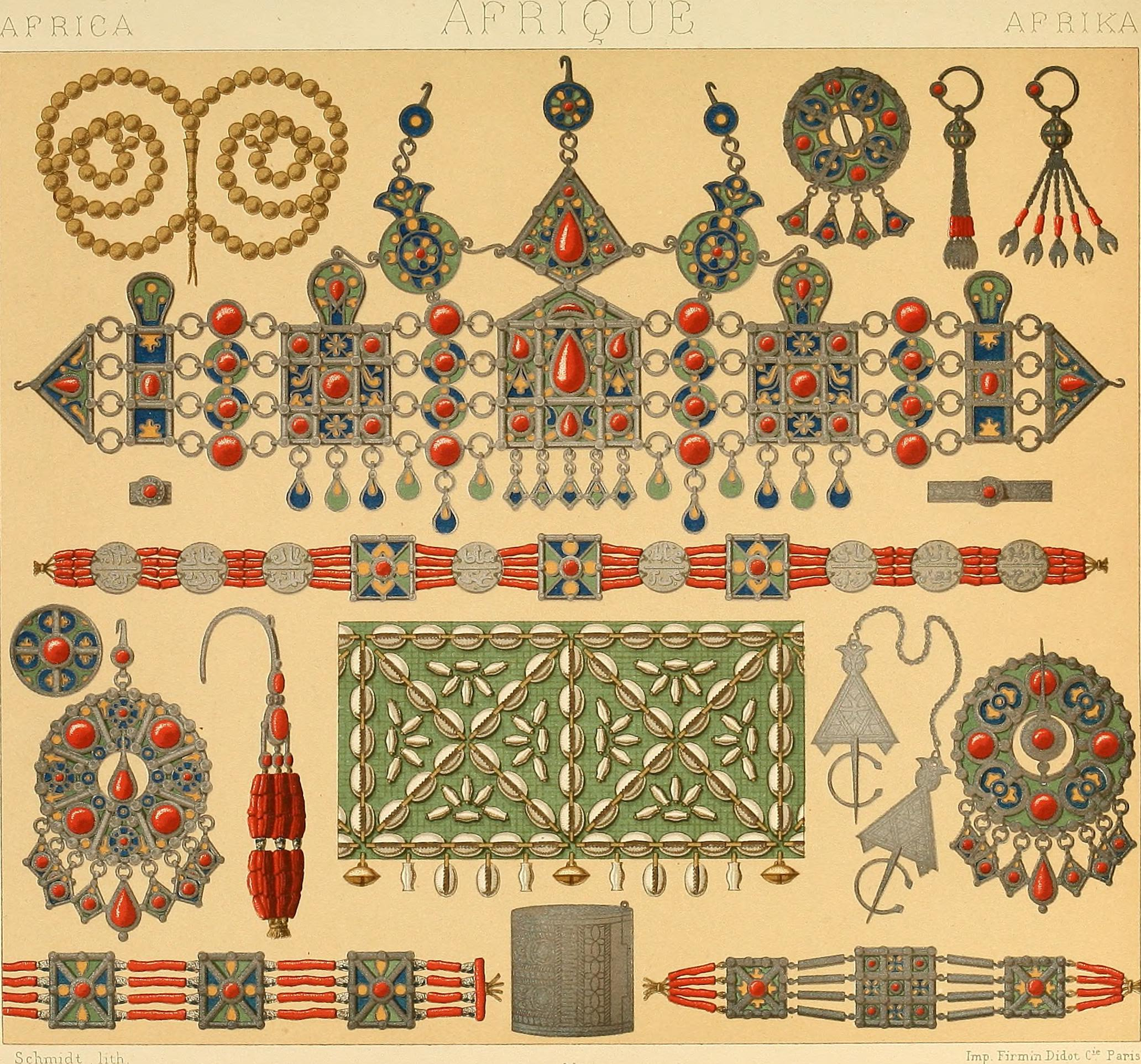
Le costume historique (1888) : Bijoux kabyles.

Un festival annuel du bijou berbère se tient à Aït Yenni, il attire des exposants de 19 wilayas de Tamanrasset à Sétif et attire des visiteurs internationaux dont des diplomates européens. Les artisans kabyles, en particulier ceux de Beni Yenni, exécutent encore des parures fidèles à la tradition. Les plus connus étant Aït Laabra et Aït Lahcène réputés dans la fabrication des bijoux ornés de cabochons de corail et surtout par la technique des émaux filigranes.
Le bijou kabyle imité, mais jamais égalé, est le témoin de la contribution de la culture amazighe algérienne à l'enrichissement du patrimoine culturel universel. Cependant, victime de son succès, les plus belles pièces de bijoux kabyles sont parfois rachetées par des commerçants marocains qui les revendent au Maroc à des touristes, les prétextant de fabrication locale.